# Glochidion daviesii
Glochidion daviesii är en emblikaväxtart som beskrevs av W.N.Takeuchi. Glochidion daviesii ingår i släktet Glochidion och familjen emblikaväxter. Inga underarter finns listade i Catalogue of Life.